# Клименко, Олег
Олег Клименко (род. 1971) — советский и киргизский футболист, полузащитник. Выступал за сборную Кыргызстана.

## Биография
Воспитанник фрунзенского спортинтерната. Вызывался в юношескую сборную СССР.
Во взрослом футболе дебютировал в 1990 году во второй низшей лиге в клубе «Достук» (Сокулук). В составе этой команды провёл два сезона в советских первенствах, а после распада СССР отыграл один сезон в независимом чемпионате Кыргызстана. Стал серебряным призёром первого чемпионата страны в 1992 году, проведя в сезоне все 22 матча.
С 1993 года в течение пяти сезонов играл за клуб «КВТ-Химик»/«КВТ-Динамо» из Кара-Балты. В 26-летнем возрасте завершил выступления на высоком уровне. Всего в высшей лиге Кыргызстана сыграл 112 матчей и забил 30 голов.
В национальной сборной Кыргызстана сыграл единственный матч 13 апреля 1994 года на Кубке Центральной Азии против Туркменистана (1:5), вышел в стартовом составе и уже на 24-й минуте при счёте 0:3 был заменён на Виталия Рогованова.
Дальнейшая судьба неизвестна.